# Veniše
Veniše so naselje v Občini Krško. Ime naselja Veniše izvira iz stare besede "Vinišče" ali vinska gorica, kar je še danes.